# 조카이촌
조카이촌(鳥海村)은 1957년까지 이와테현 니노헤군에 존속했던 촌이다. 현재의 이치노헤정에 해당한다.

## 연혁
- 1889년 4월 1일 - 정촌제 시행과 함께 니노헤군 조카이촌이 성립하였다.
- 1957년 10월 31일 - 이치노헤정, 고즈야촌, 아네타이촌, 나미우치촌과 합병해 새로운 이치노헤정이 되었다.

## 교통

### 철도
- 일본국유철도 도호쿠 본선